# Bodegraven-Reeuwijk
Bodegraven-Reeuwijk és un municipi de la província d'Holanda del Sud, al sud dels Països Baixos amb una població de 35.278 al 2021. Es va crear l'1 de gener de 2011 amb la fusió dels antics municipis de Bodegraven i Reeuwijk.